# Monte Taccone
Il Monte Taccone, 1113 m, è una vetta dell'Appennino Ligure posta sullo spartiacque ligure-padano (sul confine amministrativo delle province di Genova e Alessandria), ed è il punto più alto del bacino della val Polcevera. La vetta della montagna si trova al confine tra i comuni di Campomorone (GE) e di Voltaggio (AL)

## Storia
È stato individuato come il "Mons Boplo" citato dalla Tavola bronzea di Polcevera nel 117 a.C.

## Accesso alla cima

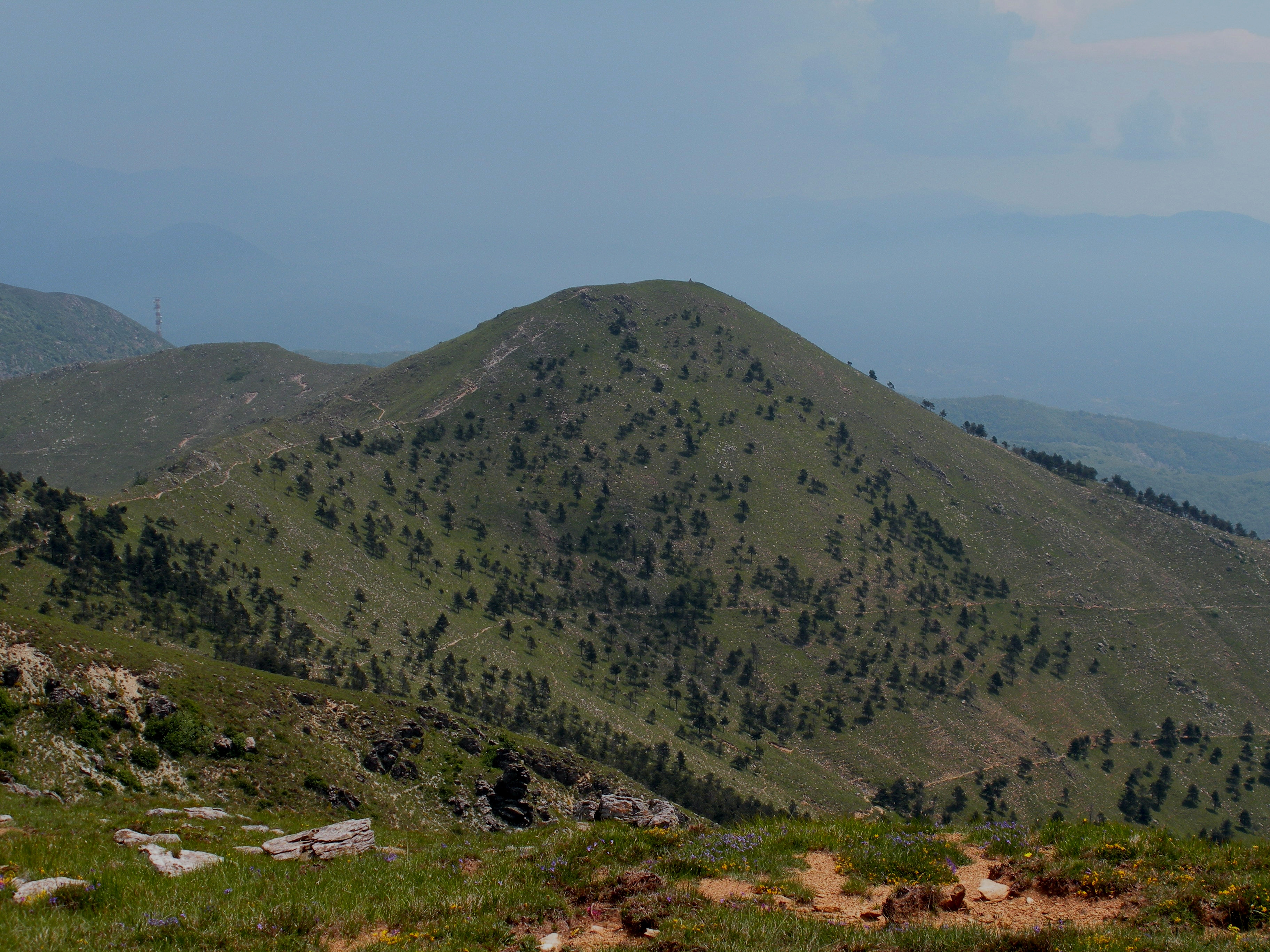
Il monte Taccone visto dal monte delle Figne

Assieme al vicino Monte delle Figne, dal quale è diviso del Passo Mezzano, è una meta frequentata in ogni stagione dagli escursionisti attraverso i diversi sentieri che partono dalle località di Cravasco, Piani di Praglia, Passo della Bocchetta.
L'itinerario più frequentato, che sale appunto dal passo della Bocchetta, è stato descritto sul periodico intersezionale CAI Alpennino.  In giornate limpide, specialmente in inverno, si gode un bel panorama dell'isola della Corsica, delle Alpi Marittime, del Cervino, del gruppo del Monte Rosa e delle Alpi Retiche, oltre che dei vicini monti del gruppo del monte Antola.

## Protezione della natura
La montagna ricade sul versante piemontese nel Parco naturale delle Capanne di Marcarolo.e, sul lato ligure, nel SIC (Sito di importanza comunitaria) denominato Praglia - Pracaban - Monte Leco - Punta Martin (codice: IT1331501)..